# キャサリン・ヘプバーン
キャサリン・ホートン・ヘプバーン（Katharine Houghton Hepburn, 1907年5月12日 - 2003年6月29日）は、アメリカ合衆国の女優。
2020年時点で演技部門においてオスカーを4回受賞したただ一人の俳優。ノミネート数も、俳優としてはオスカー史上第2位の12回に上る（最多ノミネート記録はメリル・ストリープの21回／2020年時点）。1999年にアメリカン・フィルム・インスティチュートが発表した「映画スターベスト100」で女優部門の1位に選ばれている。

## 生涯
コネチカット州ハートフォードにて生まれる。祖父は牧師で、父親のトーマス・ノーヴァル・ヘプバーンはバージニア州出身の医師だが、母親のキャサリン・マーサ・ホートンは婦人参政権論者でマーガレット・サンガーと共に産児制限運動に携わったという、自由主義的な環境で育った。
キャサリンは活発な少女で、髪の毛を短く切って自身の名前をジミーと称していた。また、2歳年上の兄トムと仲が良かったという。他にも4歳年下のディック（劇作家）、6歳年下のボブ（医師）、11歳年下のマリオン、13歳年下のペグという6人兄妹の長女であり、幼い頃から演じることに熱中していた。14歳の頃、兄のトムが他界。報道では自殺、あるいは首吊りの真似事をしていた際に起こった事故であるとされているが、真相はいまだに謎のままである。

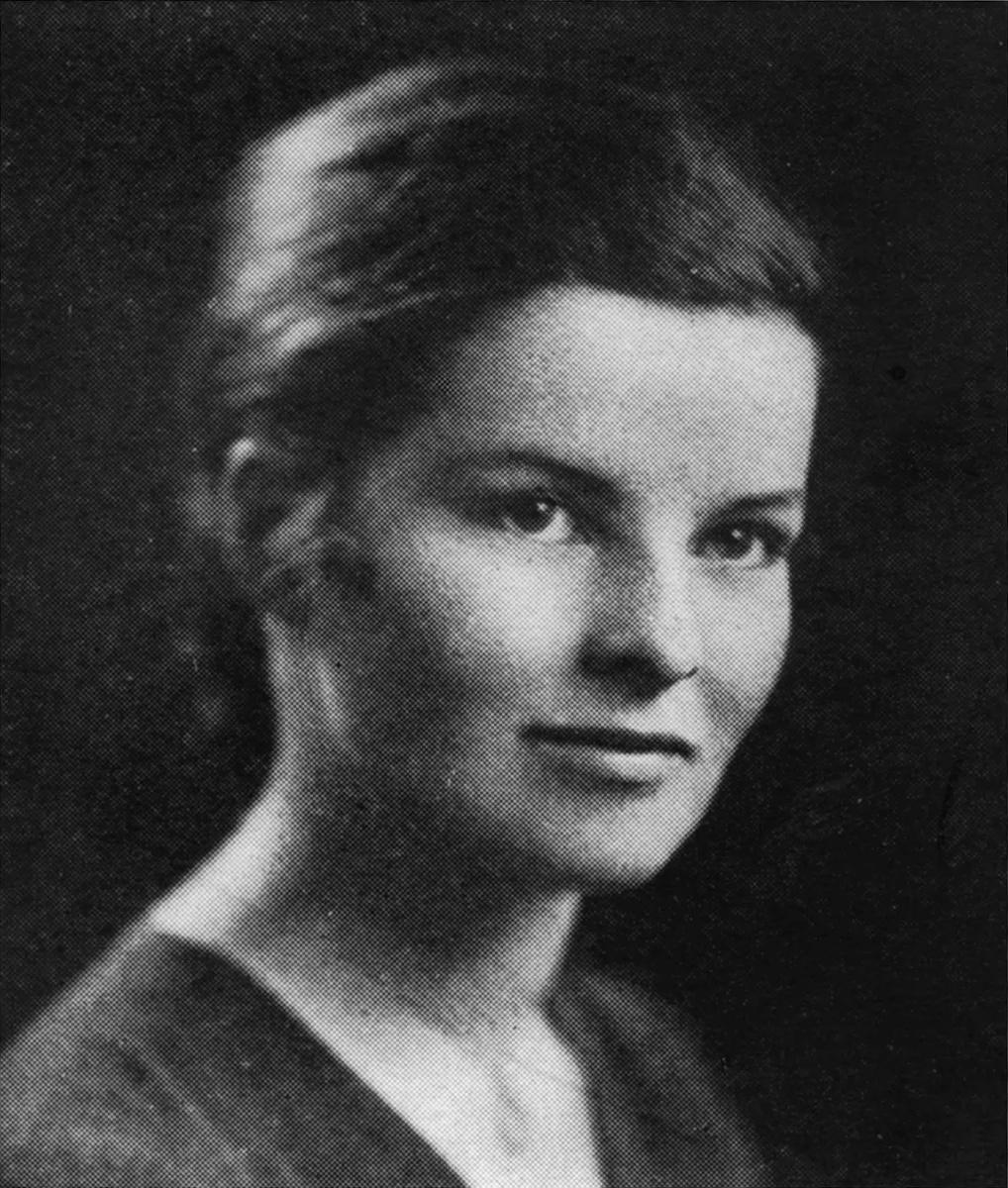
1928年のブリンマー大学イヤーブックに掲載されたヘプバーンの卒業写真

ブリンマー大学では心理学を学んでいたが、21歳の時にサマーストック『The Czarina』『ゆりかご泥棒』で初舞台を経験し、その後も演劇を続け、卒業後にニューヨークに移ると、発声に問題があったため、フランシス・ロビンソン＝ダフについて、ひたすら発声練習に励み、劇団に積極的に参加。10本以上の舞台を経て、1932年にRKOの『愛の嗚咽』で映画デビューした。当初、彼女はハリウッドに興味がなく、舞台女優としてのキャリアを確実に踏んでおり、舞台のギャランティは週給100ドルであった。映画に出演するつもりもないので、相手を驚かせるため冗談半分でRKOに週給1500ドルを要求したところ、会社側がこの条件を呑んだため、言い出した以上出演を承諾せざるを得なくなった、というのがデビューの逸話である。
女優としてスクリーンで早くに頭角を現し、オスカー女優となった彼女ではあるが、1930年代中期より『フィラデルフィア物語』（1940年）が大ヒットする頃までは、ハリウッドの「ボックス・オフィス・ポイズン」（金にならないスター）として興行主からは特に嫌われていた。しかし当時、ヒットしなかったスクリューボール・コメディ、例えばケーリー・グラントと共演している2作『赤ちゃん教育』『素晴らしき休日』などは、非常にアクロバティックで、台詞も膨大なマシンガン・トークを駆使し、さらにはアドリブも満載で、名シーンも数多い。これらは後年になり、非常に高い再評価を受けるに至っている。またこれらの名シーンは後年、多くのコメディやラヴ・ストーリーで多用されている。『フィラデルフィア物語』などのジョージ・キューカーと組んだ作品は特に有名であり、キューカーとは彼が他界するまで、生涯の親友であった。
身長が170cm以上あり、細く長い肢体も特徴の一つであり、当時としては大柄な女優で、小柄な男優が相手役を尻込みしたとも言われる。

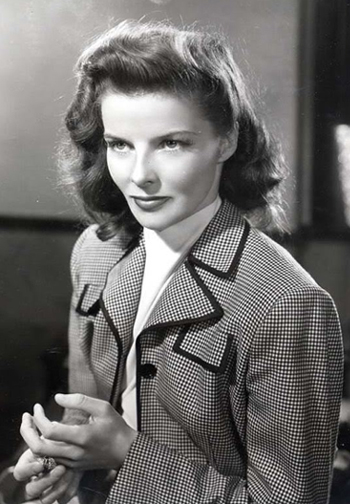
ヘプバーンは個性的で知的、自立する20世紀のアメリカの女性の象徴として、多くの尊敬を集めていた。『女性No.1』（1942年）より

ヘプバーンは、当時としては珍しいパンツ・スタイルを好んだ。黄金時代の映画スターであるにもかかわらず、着飾ることをせず、実用性のあるパンツ・スタイルで常に過ごしていたため、それがやがてトレンドとなった。また己のプライヴァシーを重視し、独自のライフ・スタイルを貫き、現代女性のライフ・スタイルのベースともなったとも評される。
「ジェームズ・ディーンなどの登場には違和感を抱いた」と言うように、「男性が男らしくあることを求める」性差別主義的な側面もある。また、そりの合わなかったジョゼフ・L・マンキウィッツ監督に、『去年の夏 突然に』の映画撮影終了後につばを吐きかけたという逸話がある。晩年、全米で最も有名なテレビ司会者のひとりであるバーバラ・ウォルターズのテレビ番組のインタヴューで「ねぇ、ケイト。どうして、スカートを履かないの？」と問われ「あなたのお葬式用にとってあるのよ」と切り返したことも知られる。
公の場を嫌い、自身がノミネートされた年度の授賞式に出席することも無かった。彼女が唯一出席したのは1973年度、第46回アカデミー賞授賞式のみであり、友人のローレンス・ウェインガーテンにアービング・G・タルバーグ賞を贈呈するためだった。黒のシンプルなパンツスーツという、ヘプバーンらしい姿と茶目っ気あるコメントで笑いを誘い、朗々たるスピーチで拍手喝采を浴びた。
結婚は一度きりで、カレッジ時代に出会ったラドロウ・オーデン・スミスと1928年に結婚した。2人は1934年に離婚するが、元夫のスミスとは、彼が癌で他界するまで、良き友人として交流があった。また、大富豪ハワード・ヒューズとのロマンスも囁かれたが、1991年に発表した自伝『Me-キャサリン・ヘプバーン自伝』には、ヒューズとの関係も包み隠さず語られている。この自伝自体が画期的であり、ヘプバーンと言えば私生活を語らないスターの代表であったため、全米で数百万部を売り上げる大ベストセラーになった。
9作品で共演したスペンサー・トレイシーとは名コンビだった。スペンサーは敬虔なカトリックではなかったが、宗教上離婚が出来なかったため、2人は結婚をせず、20年以上を共に過ごすこととなる。事実上のパートナーであり、彼女は自宅をニューヨークに持っていたが、2人の生活はロサンゼルスが中心であった。1960年代にスペンサーの健康状態が悪化すると、彼女は5年間の休養を取り、看病した。1968年のスペンサーの死を看取ったのはキャサリンである。しかし、スペンサーの家族に配慮し、葬儀には出席しなかった。2人が共演した最後の作品『招かれざる客』で、ヘプバーンの姪のキャサリン・ホートンが、彼女の娘役で女優としてデビューを飾っている。
1930年代からの活躍の時期が重なる俳優ヘンリー・フォンダとは共演したことがなかったが、フォンダの長女で映画『黄昏』のプロデューサーでもあったジェーン・フォンダは、父の相手役にと直接キャサリンに出演交渉した。『黄昏』の内容が良かったこと、父に現役の俳優として最高の栄誉であるアカデミー主演男優賞を取らせてやりたいと願うジェーンの熱意にほだされ、出演を承諾したという（そしてヘンリーは実際に主演男優賞を獲得した）。ジェーンも自伝でこのいきさつを詳しく述べているが、彼女の個性のきつさもあって、当初はヘプバーン自ら、名女優ジェラルディン・ペイジをフォンダの相手役に推薦したようである。
『ライフ』誌が1968年、『冬のライオン』でエレノア王妃を演じるにあたってヘプバーンを取材した際に「演技の女王（クイーン）が実在のクイーンを演じたら誰も彼女にはかなわない」と言わしめた存在であり、アメリカン・フィルム・インスティチュート（AFI）が1999年6月に選出した「アメリカで最も偉大なる女優50名」では第1位となった。
『旅情』（1955年）の撮影中、目が細菌に感染し、失明寸前にまで陥った。感染症は死去するまで完治することはなかった。
2003年6月29日、コネティカット州オールドセイブルックにて、老衰のため96年の生涯を終えた。
現在、オールドセイブルックの観光名所のうち一番人気を誇る場所が「The Katharine Hepburn Cultural Arts Center（キャサリン・ヘプバーン文化芸術センター）」である。

## 出演作品
| 公開年 | 邦題 原題                                        | 役名                       | 備考                      |
| ------ | ------------------------------------------------ | -------------------------- | ------------------------- |
| 1932   | 愛の嗚咽 A Bill of Divorcement                   | シドニー・フェアフィールド |                           |
| 1933   | 人生の高度計 Christopher Strong                  | シンシア・ダリングトン     |                           |
| 1933   | 勝利の朝 Morning Glory                           | エヴァ                     | アカデミー主演女優賞受賞  |
| 1933   | 若草物語 Little Women                            | ジョー                     |                           |
| 1934   | 野いばら Spitfire                                | トリガー・ヒックス         |                           |
| 1934   | 小牧師 The Little Minister                       | バビー                     |                           |
| 1935   | 心の痛手 Break of Hearts                         | コンスタンス・ディーン     |                           |
| 1935   | 乙女よ嘆くな Alice Adams                         | アリス・アダムス           | アカデミー主演女優賞候補  |
| 1935   | 男装 Sylvia Scarlett                             | シルヴィア・スカーレット   |                           |
| 1936   | メアリー・オブ・スコットランド Mary of Scotland  | スコットランド女王メアリー |                           |
| 1936   | 女性の反逆 A Woman Rebels                        | パメラ                     |                           |
| 1937   | 偽装の女 Quality Street                          | フィービー                 |                           |
| 1937   | ステージ・ドア Stage Door                        | テリー・ランダル           |                           |
| 1938   | 赤ちゃん教育 Bringing Up Baby                    | スーザン・ヴァンス         |                           |
| 1938   | 素晴らしき休日 Holiday                           | リンダ                     |                           |
| 1940   | フィラデルフィア物語 The Philadelphia Story      | トレイシー・ロード         | アカデミー主演女優賞候補  |
| 1942   | 女性No.1 Woman of the Year                       | テス・ハーディング         | アカデミー主演女優賞候補  |
| 1942   | 火の女 Keeper of the Flame                       | クリスティン・フォレスト   |                           |
| 1943   | Stage Door Canteen                               | 本人役                     |                           |
| 1944   | Dragon Seed                                      | ジェイド                   |                           |
| 1945   | 愛はなく Without Love                            | ジェイミー                 |                           |
| 1946   | Undercurrent                                     | アン・ハミルトン           |                           |
| 1947   | 大草原 The Sea of Grass                          | ルティ・キャメロン         |                           |
| 1947   | 愛の調べ Song of Love                            | クララ・シューマン         |                           |
| 1948   | 愛の立候補宣言 State of the Union                | メアリー・マシューズ       |                           |
| 1949   | アダム氏とマダム Adam's Rib                      | アマンダ                   |                           |
| 1951   | アフリカの女王 The African Queen                 | ローズ                     | アカデミー主演女優賞候補  |
| 1952   | パットとマイク Pat and Mike                      | パット                     |                           |
| 1955   | 旅情 Summertime                                  | ジェーン・ハドソン         | アカデミー主演女優賞候補  |
| 1956   | 雨を降らす男 The Rainmaker                       | リジー・カリー             | アカデミー主演女優賞候補  |
| 1956   | ロマンス・ライン The Iron Petticoat              | ヴィンカ                   |                           |
| 1957   | デスク・セット Desk Set                          | バニー・ワトソン           |                           |
| 1959   | 去年の夏 突然に Suddenly, Last Summer            | ヴァイオレット             | アカデミー主演女優賞候補  |
| 1962   | 夜への長い旅路 Long Day's Journey Into Night     | メアリー・タイロン         | アカデミー主演女優賞候補  |
| 1967   | 招かれざる客 Guess Who's Coming to Dinner        | クリスティーナ             | アカデミー主演女優賞 受賞 |
| 1968   | 冬のライオン The Lion in Winter                  | アリエノール・ダキテーヌ   | アカデミー主演女優賞 受賞 |
| 1969   | シャイヨの伯爵夫人 The Madwoman of Chaillot      | オーレリア伯爵夫人         |                           |
| 1971   | トロイアの女 The Trojan Women                    | ヘカベー                   |                           |
| 1973   | A Delicate Balance                               | アグネス                   |                           |
| 1975   | 恋の旅路 Love Among the Ruins                    | ジェシカ・メドリコット     | ※TVムービー作品           |
| 1975   | オレゴン魂 Rooster Cogburn                       | ユーラ・グッドナイト       |                           |
| 1978   | ゆかいな風船旅行 Olly Olly Oxen Free             | ミス・パット               |                           |
| 1979   | The Corn Is Green                                | ミス・リリー・モファット   | ※TVムービー作品           |
| 1981   | 黄昏 On Golden Pond                              | エセル・セアー             | アカデミー主演女優賞 受賞 |
| 1984   | グレース・クイッグリーの究極の解決 Grace Quigley | グレース・クイッグリー     |                           |
| 1994   | めぐり逢い Love Affair                           | ジニー                     |                           |

## 受賞・候補歴
| 賞                             | 年     | 部門                                    | 作品                              | 結果       |
| ------------------------------ | ------ | --------------------------------------- | --------------------------------- | ---------- |
| アカデミー賞                   | 1933年 | 主演女優賞                              | 『勝利の朝』                      | 受賞       |
| アカデミー賞                   | 1935年 | 主演女優賞                              | 『乙女よ嘆くな』                  | ノミネート |
| アカデミー賞                   | 1940年 | 主演女優賞                              | 『フィラデルフィア物語』          | ノミネート |
| アカデミー賞                   | 1942年 | 主演女優賞                              | 『女性No.1』                      | ノミネート |
| アカデミー賞                   | 1951年 | 主演女優賞                              | 『アフリカの女王』                | ノミネート |
| アカデミー賞                   | 1955年 | 主演女優賞                              | 『旅情』                          | ノミネート |
| アカデミー賞                   | 1956年 | 主演女優賞                              | 『雨を降らす男』                  | ノミネート |
| アカデミー賞                   | 1959年 | 主演女優賞                              | 『去年の夏 突然に』               | ノミネート |
| アカデミー賞                   | 1962年 | 主演女優賞                              | 『夜への長い旅路』                | ノミネート |
| アカデミー賞                   | 1967年 | 主演女優賞                              | 『招かれざる客』                  | 受賞       |
| アカデミー賞                   | 1968年 | 主演女優賞                              | 『冬のライオン』                  | 受賞       |
| アカデミー賞                   | 1981年 | 主演女優賞                              | 『黄昏』                          | 受賞       |
| ヴェネツィア国際映画祭         | 1934年 | 女優賞                                  | 『若草物語』                      | 受賞       |
| ニューヨーク映画批評家協会賞   | 1940年 | 主演女優賞                              | 『フィラデルフィア物語』          | 受賞       |
| ゴールデングローブ賞           | 1952年 | 主演女優賞 (ミュージカル・コメディ部門) | 『パットとマイク』                | ノミネート |
| ゴールデングローブ賞           | 1956年 | 主演女優賞 (ドラマ部門)                 | 『雨を降らす男』                  | ノミネート |
| ゴールデングローブ賞           | 1959年 | 主演女優賞 (ドラマ部門)                 | 『去年の夏 突然に』               | ノミネート |
| ゴールデングローブ賞           | 1962年 | 主演女優賞 (ドラマ部門)                 | 『夜への長い旅路』                | ノミネート |
| ゴールデングローブ賞           | 1967年 | 主演女優賞 (ドラマ部門)                 | 『招かれざる客』                  | ノミネート |
| ゴールデングローブ賞           | 1968年 | 主演女優賞 (ドラマ部門)                 | 『冬のライオン』                  | ノミネート |
| ゴールデングローブ賞           | 1981年 | 主演女優賞 (ドラマ部門)                 | 『黄昏』                          | ノミネート |
| 英国アカデミー賞               | 1952年 | 外国女優賞                              | 『パットとマイク』                | ノミネート |
| 英国アカデミー賞               | 1955年 | 外国女優賞                              | 『旅情』                          | ノミネート |
| 英国アカデミー賞               | 1957年 | 外国女優賞                              | 『雨を降らす男』                  | ノミネート |
| 英国アカデミー賞               | 1968年 | 主演女優賞                              | 『冬のライオン』 『招かれざる客』 | 受賞       |
| 英国アカデミー賞               | 1982年 | 主演女優賞                              | 『黄昏』                          | ノミネート |
| カンヌ国際映画祭               | 1962年 | 女優賞                                  | 『夜への長い旅路』                | 受賞       |
| ダヴィッド・ディ・ドナテッロ賞 | 1968年 | 外国俳優賞                              | 『招かれざる客』                  | 受賞       |
| 全米映画俳優組合賞             | 1979年 | 生涯功労賞                              |                                   | 受賞       |
| ケネディ・センター名誉賞       | 1990年 |                                         |                                   | 受賞       |

## 著書
- The Making of the African Queen: Or How I Went to Africa With Bogart, Bacall and Huston and Almost Lost My Mind (1987)
  - 「アフリカの女王」とわたし（芝山幹郎訳、文藝春秋、1990年/文春文庫、1993年）
- Me: Stories of My Life (1991)
  - Me: キャサリン・ヘプバーン自伝（芝山幹郎訳、文藝春秋、1993年/文春文庫、1998年）

## 評伝
- Edwards, Anne (1985). A Remarkable Woman: A Biography of Katharine Hepburn.
  - アン・エドワーズ『キャサリン・ヘプバーン』（小田島雄志訳、文藝春秋、1990年）